# ContactOffice
ContactOffice is een webapplicatie die beschikbaar is via een webbrowser, ontworpen door ContactOffice Group. Het is een virtueel kantoor dat bestaat uit een aantal tools (webmail, agenda, opslagruimte voor documenten, beheer van contacten, notities enz.) die onderling verbonden zijn.

## Beschikbaarheid en gebruik
De applicatie is beschikbaar via:
- SaaS (Software as a service), hosting op de gedeelde infrastructuur van ContactOffice.
- Licentie. Hosting gebeurt op eigen infrastructuur.

In januari 2008 telde ContactOffice een totaal van 450.000 gebruikers.

## Eigenschappen
De applicatie is geschreven in Java. De nieuwe interface van het virtueel kantoor van ContactOffice werd ontwikkeld in AJAX via Google Web Toolkit (GWT). Hierdoor werd een gebruikers interface gecreëerd die erg gelijkend is op die van de klassieke programma's (slepen, rechtermuisklik, etc.). De onderdelen van de applicatie worden gedownload in de cache van de browser, waardoor de gegevens op de server opgeslagen worden.

## Functies

### Berichten
ContactOffice biedt een webmail aan die compatibel is met SMTP-, POP- en IMAP-servers. Daarnaast zijn e-mails toegankelijk via de meeste klassieke programma's (Mozilla Thunderbird, Outlook Express, etc.) via POP en/of IMAP. ContactOffice heeft ook een POP en IMAP-client waardoor e-mailaccounts vanop afstand geraadpleegd kunnen worden.

### Documenten
Documenten kunnen bewaard worden. Ze kunnen beheerd worden via de webinterface en/of de WebDAV-server. De webinterface van ContactOffice bevat bovendien een WebDAV en SMB/CIFS-programma waardoor bestanden van op afstand geraadpleegd kunnen worden.

### Agenda
Ontvangst van herinneringen voor gebeurtenissen of (uitnodigingen voor) vergaderingen per e-mail en/of SMS.

### Delen van informatie
Bij elke tool heeft de gebruiker de mogelijkheid om informatie te delen met andere gebruikers, bijvoorbeeld in groepen, via een systeem van specifieke toegangsrechten (bijvoorbeeld alleen-lezen modus voor sommige bestanden).
Toevoegingen en wijzigingen kunnen bij de meeste tools via RSS feed geraadpleegd worden.

### Interactie
Bij elke tool kunnen de gegevens geïmporteerd en geëxporteerd worden in de overeenstemmende formats (bijvoorbeeld vCal/iCal bij agenda).
Met een XML-RPC API kunnen niet-interactieve operaties uitgevoerd worden op een account en op de gegevens van die account.

### Synchronisatie
Taken, contacten, notities en agenda’s kunnen gesynchroniseerd worden met de meeste PDA's (Personal Information Manager), BlackBerry en iPhone inbegrepen.

### Beveiliging
In april 2016, werd de mogelijkheid om mails te versleutelen en te tekenen op basis van de OpenPGP standaard gelanceerd en ter beschikking gesteld via de site mailfence.com.

## SaaS
ContactOffice is beschikbaar in SaaS (Software as a Service), waarbij de hosting van de applicatie gebeurt op de infrastructuur van de uitgever. De gecreëerde accounts zijn gratis. Er bestaan ook een aantal formules die tegen betaling aangeboden worden naargelang het aantal voorgestelde functies, de capaciteit of personalisatiemogelijkheden.

## Licentie
De applicatie kan worden ingezet op Linux- of Windowsinfrastructuur en kan optioneel gekoppeld worden aan bijkomende software zoals Apache (webserver), SpamAssassin (antispam), ClamAV (antivirus), etc. Bij authentificatie van gebruikers kan gebruikgemaakt worden van, onder andere, een LDAP-directory, of een SSO (Single Sign-On)-procedure zoals CAS.
Tot slot kan ContactOffice gebruikt worden in het onderwijs, in scholen en universiteiten, bijvoorbeeld voor de overdracht van taken, klasfora, etc.